# Arces-Dilo
 Arces-Dilo  es una población y comuna francesa que se encuentra en la región de Borgoña, departamento de Yonne, en el distrito de Sens y cantón de Cerisiers.

## Demografía
| 644 | 544 | 533 | 485 | 513 | 593 |
| Para los censos de 1962 a 1999 la población legal corresponde a la población sin duplicidades (Fuente: INSEE [Consultar]) |     |     |     |     |     |